# Barlast

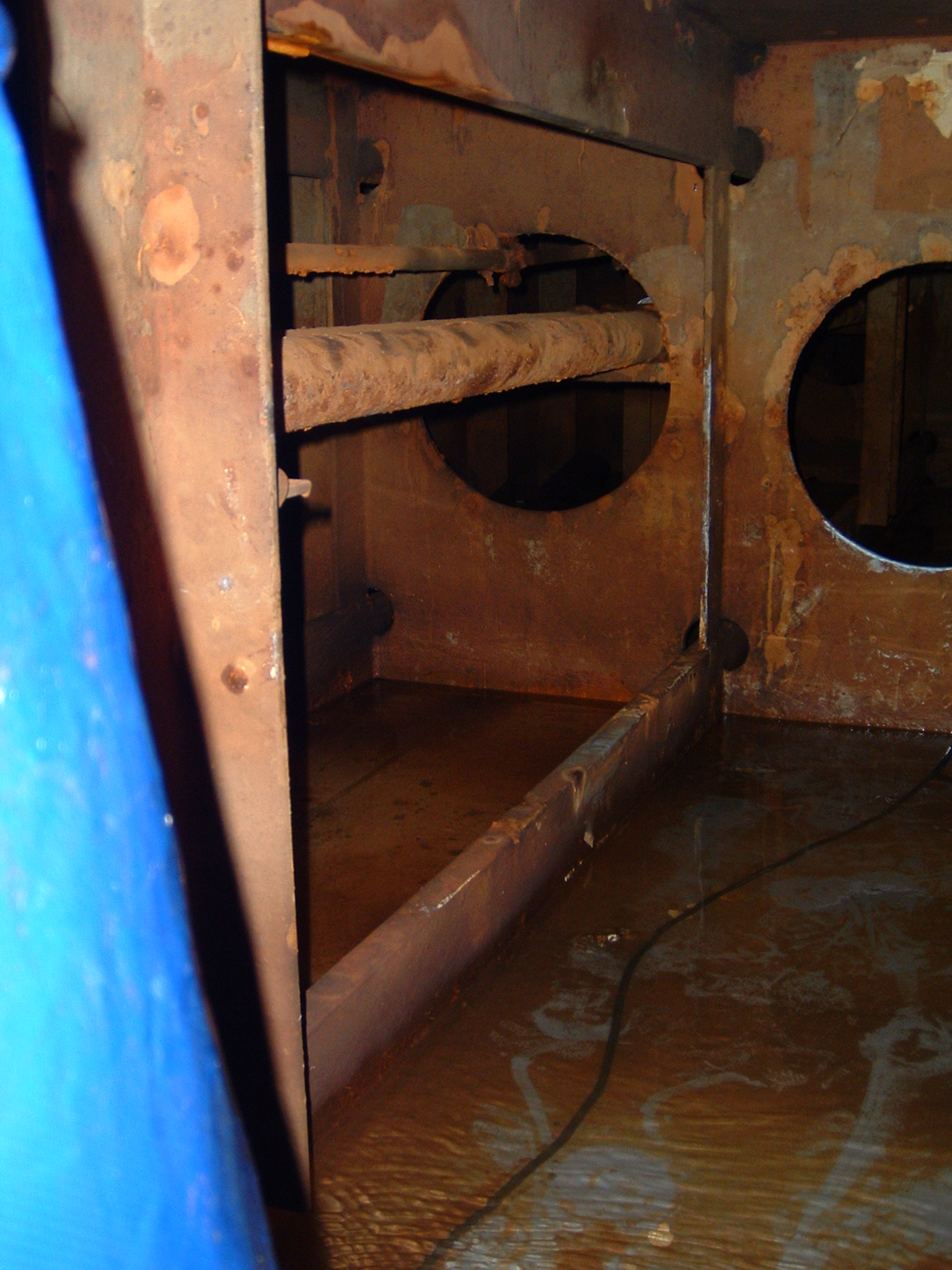
Tank för barlast.

Barlast eller ballast är tillfälligt eller permanent placerad last som skall öka en farkosts stabilitet. Den består oftast av vatten, sand, sten eller tackjärn som vanligen placeras lågt i en båts eller ett fartygs botten.
Moderna fraktfartyg tar in barlast i form av vatten i tankar då de går olastade. Barlasttankarna har invändiga tvärgående och längsgående skott för att förhindra att vattenmängden sätts i rörelse. Segelfartygen tog ombord sand eller sten som tjänade som riggens motvikt när man seglade på lätten, alltså utan tillräckligt tung last, i allmänhet högst en tredjedel av vad man kunnat ta som last. Moderna segelbåtar byggs vanligen med en tung köl och behöver då inte barlast. Användande av barlast, oftast sten, är känt från långt tillbaka. Även större roddskepp var beroende av barlast för att inte kantra.
Barlastvatten har på senare tid upptäckts vara ett miljöproblem: utom vatten kommer man att transportera också vattenorganismer över stora sträckor och släppa ut dem också i främmande miljöer, där de kan utgöra invasiva arter.
Ordets stavning är ibland en källa till diskussion, där det ena lägret hävdar att det stavas med 'r' eftersom det är lasten när skeppet är bart, det vill säga olastat. Det andra lägret pekar på att många andra språk, däribland engelskan, stavar med 'l'. I den svenska översättningen av internationella seglarförbundets redskapsregler används stavningen "ballast".